# 十勝岩豊
十勝岩 豊（とかちいわ ゆたか、1919年1月10日 - 1979年2月12日）は、北海道十勝郡大津村（現在の広尾郡大樹町）出身（出生地は北海道中川郡本別村（現在の足寄郡陸別町））で二所ノ関部屋（一時期二子山部屋）に所属した大相撲力士。本名は三好 豊（みよし ゆたか）。現役時代の体格は176cm、105kg。得意手は左四つ、寄り、吊り。最高位は西前頭筆頭（1945年6月場所）。

## 来歴・人物
全国青年学校相撲大会の北海道代表選手として活躍し、1938年（昭和13年）7月、二所ノ関部屋へ19歳を過ぎて入門した。初土俵は翌1940年（昭和14年）1月場所。序ノ口、序二段で連続優勝、幕下まで各1場所で通過し幕下もわずか3場所で通過して、1943年（昭和18年）1月場所で十両昇進した。この頃には“羽黒山二世”と呼ばれ、1944年（昭和19年）5月場所にて新入幕を果たし、将来を大きく嘱望された。
左四つからの寄り、腕力にまかせて吊りを得意とした。だが、膝の負傷と神経痛のために三役には昇進できずに終わり、1951年（昭和26年）5月場所限りで引退した。四股名は出身地の「十勝郡」に因み、初土俵から引退するまで四股名を変えることはなかった。
引退後は年寄・湊川を襲名して二所ノ関部屋から分家独立、湊川部屋を興して幕内・大龍などを育てたが、部屋別総当たり制を機に1964年（昭和39年）11月場所限りで部屋を閉じ、二所ノ関部屋の部屋付き親方となった。
1975年（昭和50年）に二所ノ関親方（元大関・佐賀ノ花）が亡くなり、分家独立していた元横綱・大鵬と部屋付き親方の押尾川親方（元大関・大麒麟）による後継者争いが決まらなかったため、二所ノ関一門の最長老として元・十勝岩の湊川が暫定的に二所ノ関を引き継ぎ、約10年ぶりに部屋師匠に就いた。
当初は一定期間で後継者は決まると思われていたが、先代未亡人が部屋の関脇・金剛に部屋を継がせたかったために後継者争いが長期化し、1年4ヵ月後にようやく決着し、二所ノ関部屋の部屋付きとして元の湊川に戻った。
1979年（昭和54年）2月12日、癌性胸膜炎のため東京都済生会中央病院で死去。60歳没。

## 主な成績・記録
- 幕内在位：17場所
- 幕内成績：91勝103敗17休 勝率.469
- 現役在位：28場所
- 通算成績：156勝131敗17休 勝率.544
- 各段優勝
  - 序二段優勝：1回（1940年5月場所）
  - 序ノ口優勝：1回（1940年1月場所）

### 場所別成績
| 1939年 （昭和14年） | （前相撲）              | （前相撲）               | x                  |
| 1940年 （昭和15年） | 西序ノ口24枚目 優勝 7–1 | 東序二段27枚目 優勝 8–0  | x                  |
| 1941年 （昭和16年） | 東三段目5枚目 7–1       | 西幕下24枚目 4–4         | x                  |
| 1942年 （昭和17年） | 西幕下21枚目 6–2        | 西幕下3枚目 6–2          | x                  |
| 1943年 （昭和18年） | 西十両10枚目 7–8        | 西十両13枚目 10–5        | x                  |
| 1944年 （昭和19年） | 東十両4枚目 10–5        | 東前頭17枚目 6–4         | 東前頭6枚目 5–5    |
| 1945年 （昭和20年） | x                       | 西前頭筆頭 1–5–1         | 西前頭10枚目 2–3–5 |
| 1946年 （昭和21年） | x                       | x                        | 西前頭16枚目 7–6   |
| 1947年 （昭和22年） | x                       | 東前頭11枚目 7–3         | 東前頭7枚目 4–7    |
| 1948年 （昭和23年） | x                       | 東前頭11枚目 9–2         | 西前頭3枚目 3–8    |
| 1949年 （昭和24年） | 西前頭9枚目 9–4         | 西前頭4枚目 8–7          | 東前頭2枚目 6–9    |
| 1950年 （昭和25年） | 西前頭6枚目 7–8         | 西前頭7枚目 7–8          | 東前頭9枚目 7–8    |
| 1951年 （昭和26年） | 東前頭10枚目 3–12       | 東前頭17枚目 引退 0–4–11 | x                  |
| 各欄の数字は、「勝ち-負け-休場」を示す。 優勝 引退 休場 十両 幕下 三賞：敢=敢闘賞、殊=殊勲賞、技=技能賞 その他：★=金星 番付階級：幕内 - 十両 - 幕下 - 三段目 - 序二段 - 序ノ口 幕内序列：横綱 - 大関 - 関脇 - 小結 - 前頭（「#数字」は各位内の序列） |                         |                          |                    |

### 幕内対戦成績
| 力士名   | 勝数 | 負数 | 力士名 | 勝数 | 負数 | 力士名   | 勝数 | 負数 | 力士名   | 勝数 | 負数 |
| -------- | ---- | ---- | ------ | ---- | ---- | -------- | ---- | ---- | -------- | ---- | ---- |
| 愛知山   | 2    | 4    | 明瀬川 | 1    | 0    | 安藝ノ海 | 0    | 1    | 東冨士   | 1    | 3    |
| 五ツ海   | 2    | 5    | 因州山 | 2    | 0    | 大岩山   | 0    | 1    | 大内山   | 1    | 2    |
| 大熊     | 3    | 1    | 大起   | 4    | 2    | 大昇     | 0    | 1    | 大晃     | 1    | 1    |
| 大蛇潟   | 1    | 1    | 鏡里   | 1    | 0    | 笠置山   | 1    | 0    | 鹿嶋洋   | 1    | 0    |
| 清恵波   | 2    | 2    | 清美川 | 1    | 0    | 九ヶ錦   | 1    | 0    | 九州錦   | 2    | 2    |
| 国登     | 0    | 1    | 高津山 | 1    | 1    | 小坂川   | 1    | 0    | 相模川   | 1    | 3    |
| 櫻錦     | 5(1) | 3    | 汐ノ海 | 2    | 4    | 信夫山   | 1    | 1    | 清水川   | 2    | 1    |
| 鯱ノ里   | 1    | 1    | 信州山 | 1    | 1    | 神東山   | 1    | 0    | 千代ノ山 | 1    | 3    |
| 常ノ山   | 1    | 1    | 照國   | 0    | 3    | 輝昇     | 1    | 1    | 出羽錦   | 1    | 3    |
| 時津山   | 1    | 1    | 栃錦   | 1    | 5    | 豊嶋     | 1    | 0    | 豊錦     | 1    | 0    |
| 鳴門海   | 1    | 0    | 羽黒山 | 0    | 1    | 羽嶋山   | 1    | 6    | 備州山   | 1    | 2    |
| 広瀬川   | 3    | 4    | 藤田   | 1    | 0    | 二瀬山   | 3    | 2(1) | 不動岩   | 2    | 3    |
| 前田山   | 0    | 2    | 増位山 | 2    | 4    | 増巳山   | 1    | 0    | 松ノ里   | 1    | 1    |
| 三根山   | 0    | 2    | 緑國   | 2    | 1    | 緑嶋     | 2    | 0    | 宮城海   | 1    | 2    |
| 陸奥ノ里 | 2    | 1    | 八方山 | 4    | 4    | 吉井山   | 1    | 1    | 吉田川   | 0    | 1    |
| 吉葉山   | 0    | 1    | 若嵐   | 1    | 0    | 若潮     | 2    | 0    | 若瀬川   | 2    | 3    |
| 若葉山   | 4    | 3    | 若港   | 1    | 0    |          |      |      |          |      |      |

## 年寄変遷
- 湊川 豊（みなとがわ ゆたか）1951年5月-1975年4月
- 二所ノ関 豊（にしょのせき -）1975年4月-1976年9月
- 湊川 豊（みなとがわ -）1976年9月-1979年2月（死去）